# Семашко, Ванда
Ва́нда Фели́ция Катаржи́на Сема́шко (Семашкова) урождённая Серпиньская (пол. Wanda Siemaszkowa; 30 декабря 1867, Липова — 6 августа 1947, Жарновец Подкарпатское воеводство) — польская актриса
, режиссёр и театральный деятель.

## Биография
В юности играла в любительском театре. Училась в Ягеллонском университете.
В 1887 году дебютировала в Старом театре Кракова в роли Хеленки («Чудак» Маньковского). Затем выступала в театрах Варшавы, Познани, Лодзи. В 1888 году в Кракове она вышла замуж за актёра Антония Семашко (умер в 1924 году) и с тех пор выступала под именем своего мужа.
В 1893—1894 годах — актриса Львовского театра.
В 1905 году создала собственную театральную труппу, которая выступала, в том числе, в Минске, Пинске , Вильно, Гродно, Ковеле и др. С 1906 г. снова актриса Львовского театра. Выступала с коллективом этого театра в Вене (1910) и Париже (1913). Кроме того, ездила на гастроли в Загреб, Прагу, Берлин). В 1918—1920 годах играла к передвижной труппе. Выступала в качестве приглашенной артистки в Лодзи, Варшаве и Люблине .
Обогащала свой репертуар ролями в классических и романтических пьесах, вводила на сцену литературу польских авторов (Яна Августа Киселевского , Люцьяна Рыделя и др.).
В 1920—1922 годах руководила Городским театром Быдгоща.
В 1924—1926 годах работала в США, возглавляя польскую театральную студию в Чикаго, выступала в различных городах Америки (Нью-Йорк, Детройт и др.). Возглавляла Народный Театр им. Богуславского в Познани (1930—1931).

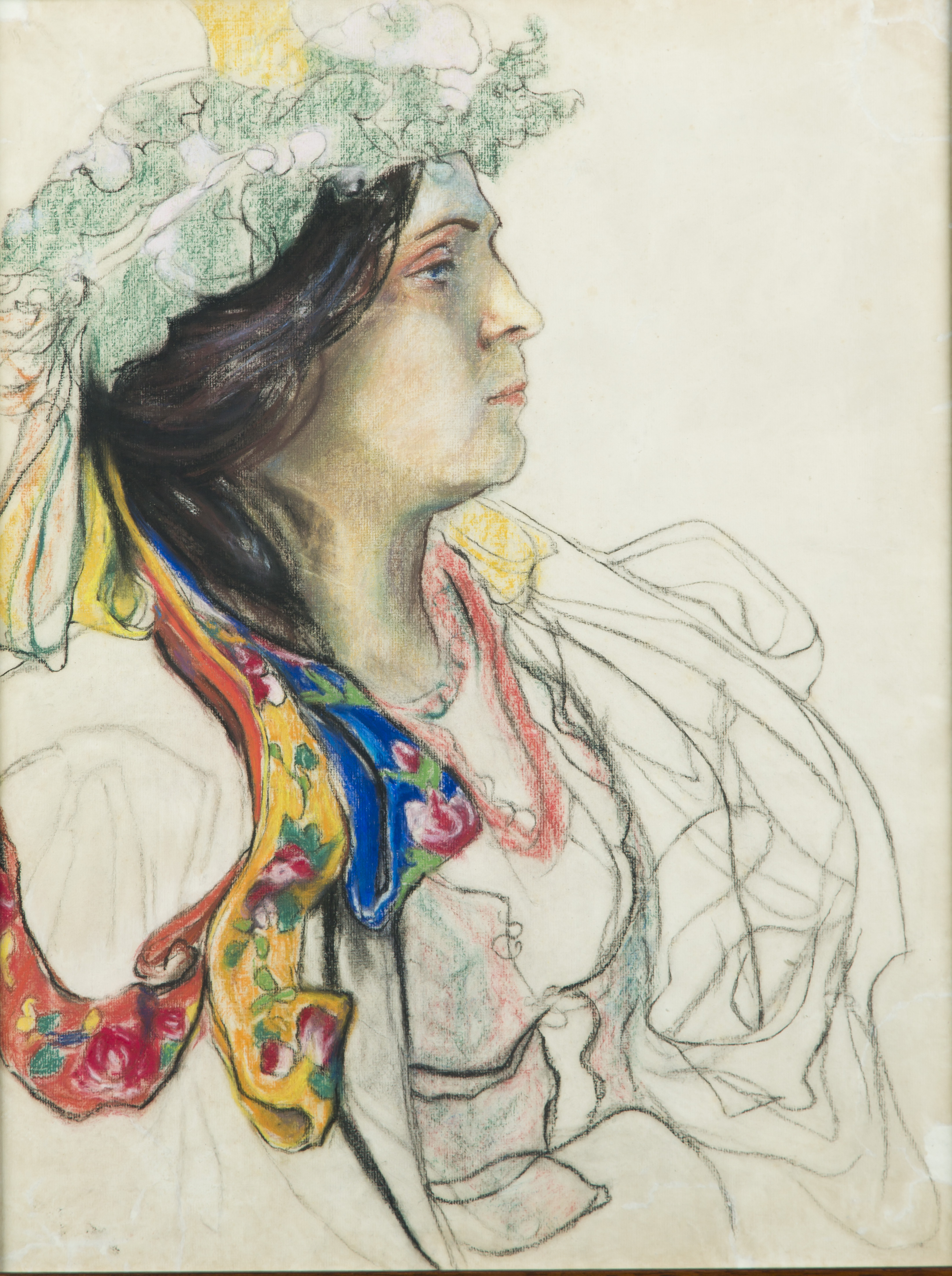
Портрет В. Семашко худ. С. Выспяньского

В 1939—1941 годах во Львове играла в Польском драматическом театре.
После освобождения Польши от фашистских оккупантов в 1944 году руководила Земельным театром в г. Жешув (1945—1947).
Снималась в кино:
- «О чём не говорят» (1924)
- «Смерть на всю жизнь. Симфония человечества» (1924)
- «За пеленой» (1938)

## Награды
- Золотой Крест Заслуги (Польша) (1931, 1946)
- Золотой Академический лавр

Похоронена на кладбище Старые Повонзки в Варшаве